# محمود خان سلیمان خیل
محمود خان سلیمان خیل (زاده ۱۳۴۶ ولسوالی جانی‌خیل ولایت پکتیکا) سیاستمدار افغانستان و نماینده مردم پکتیکا در دوره شانزدهم مجلس نمایندگان می‌باشد. ایشان در مجلس شانزدهم نمایندگان افغانستان عضو کمیسیون عرایض و سمع شکایات می‌باشد.

## زندگی‌نامه
محمود خان سلیمان خیل زاده ۱۳۴۶ از ولسوالی جانی‌خیل ولایت پکتیکا می‌باشد. ایشان تحصیلات در سال ۱۳۵۸ از حربی ښوونځی فارغ التحصیل و به مدت یک سال نیز در حربی دانشگاه کابل تحصیل کرده‌است و پس از آن وارد جبهه جهاد شد.

## دیگر فعالیت‌ها
دیگر فعالیت‌های ایشان:
- رئیس تعلیم و تربیه پکتیکا
- رئیس مستقل انسجام امور کوچی‌ها
- قوماندان جهاد
- کلان قوم
- رئیس کوچی‌ها
- عضو لویه جرگه اضطراری
- عضو جرگه قانون اساسی